# سامسونج جالكسي إس 2 CDMA
سامسونج جالكسي SPH-D710  هو ثاني  إصدارات سامسونج من سلسلة جالاكسي بعد سامسونج جالاكسي إسI9100 2، أعلنت عنه شركة سامسونج في 10 فبراير 2011 في المؤتمر العالمي للهواتف النقالة. يعد أحد أقوى الهواتف الذكية ثنائية النواة، سمكه 9.91مم. يحتوي على معالج 1.2 غيغاهيرتز ثنائي النواة ومعالج (SOC). حجم الذاكرة العشوائية واحد جيجا بايت، وشاشة 10.8 سم (4.3 بوصة) سوبر بلس، وكاميرا 8 ميغا بيكسل مع الفلاش والفيديو 1080 بي. وهو أحد أوائل الأجهزة النقالة التي تسمح أن تصل الفيديو إلى 1080p]] HDMI]] أثناء شحن الجهاز في نفس الوقت. ووصلة يو إس بي.